# Austin Martin
Christopher Austin Martin (DeLand, Florida, 23 de marzo de 1999), más conocido como Austin Martin, es un jugador profesional estadounidense de béisbol que se desempeña en la posición de jardinero central en Minnesota Twins, equipo de las Grandes Ligas de Béisbol (MLB).

## Carrera
En 2024, Martin hizo su debut en la MLB con el equipo Minnesota Twins, donde lleva jugando una temporada.